# عملیات نظامی غیر از جنگ
عملیات نظامی غیر از جنگ (انگلیسی: Military operations other than war) نوعی عملیات نظامی است که شامل جنگ، نبرد، پیکار، تهدید یا استفاده از خشونت نمی‌شود. اینگونه عملیات‌ها عموماً شامل حفظ صلح، تثبیت صلح، واکنش به بلایا، کمک‌های بشردوستانه، مهندسی نظامی، اجرای قانون، کنترل تسلیحات، بازدارندگی و چندجانبه‌گرایی می‌شوند.
این عبارت نخستین بار در دهه ۱۹۹۰ توسط نیروهای مسلح ایالات متحده آمریکا ابداع شد، اما از آن زمان تاکنون دیگر استفاده نمی‌شود. نیروهای مسلح بریتانیا از اصطلاح جایگزینی به نام عملیات پشتیبانی صلح استفاده می‌کنند که اساساً به همان عملیات نظامی غیر از جنگ اشاره دارد. به‌طور مشابه، ارتش آزادی‌بخش خلق چین نیز از مفهوم مشابهی به نام فعالیت‌های نظامی غیرجنگی استفاده می‌کند که عملیات نظامی غیر از جنگ را گسترش می‌دهد و شامل طیف وسیعی از فعالیت‌های طبقه‌بندی‌شده به‌عنوان «رویارویی»، «اجرای قانون»، «کمک و نجات» یا «همکاری» است.
توافق‌نامه‌های ویژه‌ای وجود دارد که عملیات پشتیبانی آتش را در ناتو و گروه کاری چهارجانبه ارتش‌های آبکانز تسهیل می‌کند. همکاری از قبل با توافق‌نامه‌های استانداردسازی ناتو و توافق‌نامه‌های استانداردسازی چهارجانبه سازماندهی می‌شود. بسیاری از کشورهایی که به امدادرسانی در بلایای طبیعی نیاز دارند، از قبل هیچ توافق‌نامه دوجانبه‌ای ندارند و بسته به شرایط، ممکن است اقداماتی برای ایجاد چنین توافق‌نامه‌هایی لازم باشد.
سازمان ملل متحد آسیب‌پذیری غیرنظامیان در درگیری‌های مسلحانه را به رسمیت می‌شناسد. قطعنامه ۱۶۷۴ (سال ۲۰۰۶) شورای امنیت سازمان ملل متحد در مورد حفاظت از غیرنظامیان در درگیری‌های مسلحانه، توجه بین‌المللی به حفاظت از غیرنظامیان در عملیات صلح سازمان ملل و سایر عملیات‌ها را افزایش می‌دهد. اجرای بند ۱۶ پیش‌بینی می‌کند که ماموریت‌های حفظ صلح با دستورالعمل‌های روشنی در مورد آنچه ماموریت‌ها می‌توانند و باید برای دستیابی به اهداف حفاظتی انجام دهند، ارائه شوند؛ حفاظت از غیرنظامیان در تصمیم‌گیری‌ها در مورد استفاده از منابع در اولویت قرار گیرد؛ و اینکه دستورالعمل‌های حفاظتی اجرا شوند.